# نیکولای دیولگروف
نیکولای دیولگروف (بلغاری: Николай Дюлгеров؛ زادهٔ ۱۰ مارس ۱۹۸۸) بازیکن فوتبال اهل بلغارستان است.
از باشگاه‌هایی که در آن بازی کرده است می‌توان به باشگاه فوتبال اسپارتاک سمی، باشگاه فوتبال لودوگورتس رازگراد، و باشگاه فوتبال زسکا صوفیه اشاره کرد.
وی همچنین در تیم ملی فوتبال زیر ۲۱ سال بلغارستان بازی کرده است.